# アンナと過ごした4日間
『アンナと過ごした4日間』（原題：Cztery noce z Anną）は、2008年のポーランド・フランス映画。1991年に Ferdydurke を監督して以来、17年ぶりのイエジー・スコリモフスキ作品である。

## ストーリー
ポーランドの寂れた地方都市に住む中年男性のレオンは、病院の火葬場で働きながら年老いた祖母と暮らしていた。ある日釣りに出かけたレオンは、看護婦のアンナが何者かにレイプされているのを目撃してしまう。急いで警察に通報するが、犯人だと誤解されて自分が捕まってしまう。やがて釈放されるが、レオンはアンナに恋心を抱いてしまったため、自分の家から見える彼女の部屋を監視するようになる。しかしレオンは病院での仕事を失ってしまい、遂にアンナに睡眠薬を盛って彼女の部屋に忍び込む。

## キャスト
- アルトゥール・ステランコ：レオン
- キンガ・プレイス：アンナ
- イエジー・フェドロヴィチ：院長
- バルバラ・コウォジェイスカ：祖母

## スタッフ
- 監督：イエジー・スコリモフスキ
- 製作総指揮：エヴァ・ピャスコフスカ、フィリップ・レイ
- 製作：パウロ・ブランコ、イエジー・スコリモフスキ
- 脚本：イエジー・スコリモフスキ、エヴァ・ピャスコフスカ
- 撮影：アダム・シコラ
- 美術：マレク・ザヴィェルハ
- 音楽：ミハウ・ロレンツ
- 録音：フレドリック・ド・ラヴィニャン、フィリップ・ローリアック、ジェラール・ルソー
- 編集：ツェザルィ・グジェシュク
- 衣装：ヨアンナ・カチンスカ
- 製作進行/プロダクション・マネージャー：アン・マッタティア、アンジェイ・ステンポフスキ
- 字幕：樋渡真理子

## 評価
第21回東京国際映画祭のコンペティション部門で上映され、審査員特別グランプリを受賞した。